# Ambulyx johnsoni
Ambulyx johnsoni är en fjärilsart som beskrevs av Clark 1916. Ambulyx johnsoni ingår i släktet Ambulyx och familjen svärmare. Inga underarter finns listade i Catalogue of Life.

## Beskrivning

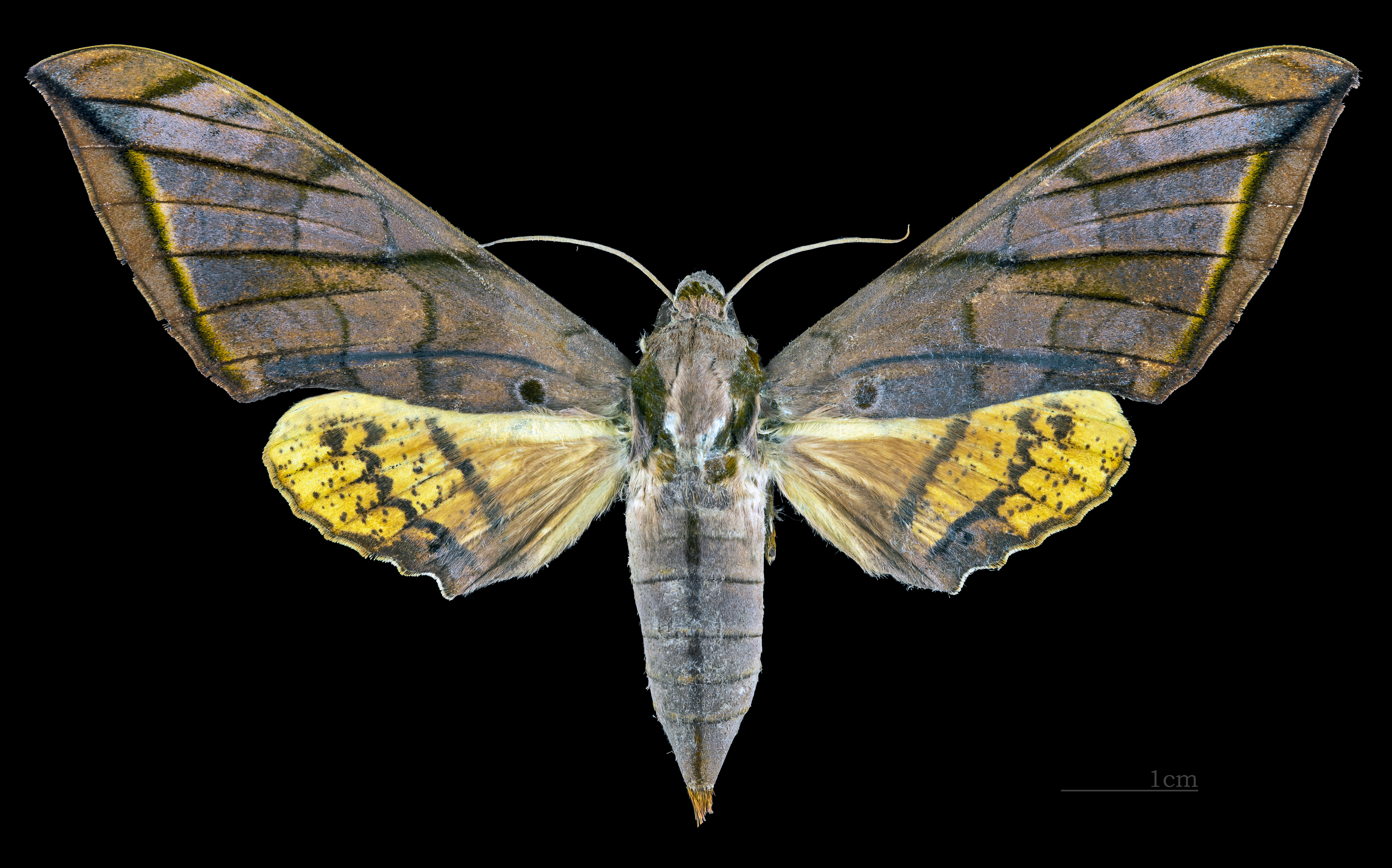
♀
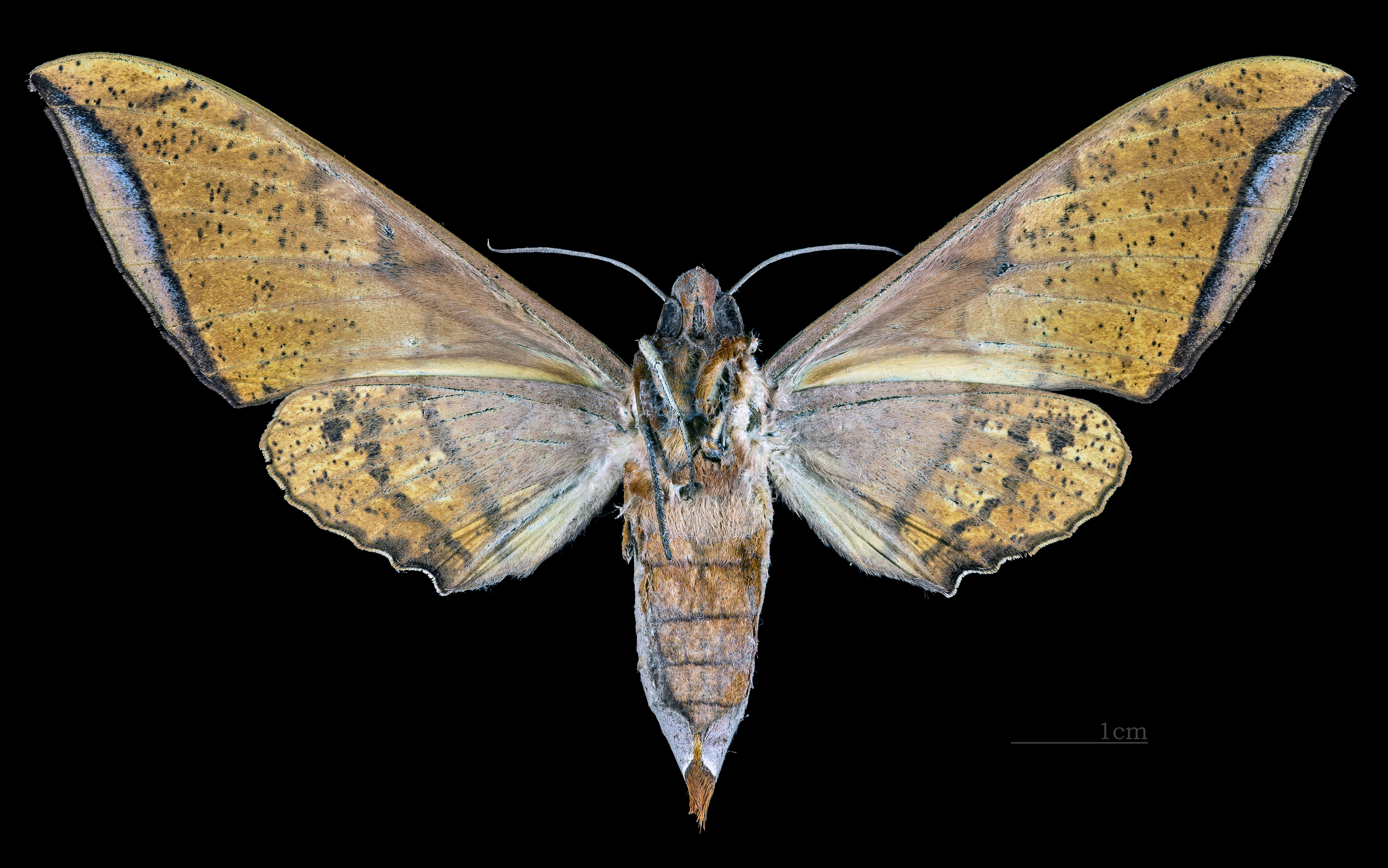
♀ △

Mall:Appendix